# Таракус, Михаил Андреевич
Михаил Андреевич Таракус (20 января 1903, Нарва, Российская империя — 23 июля 1982, Сент-Питерсберг, Флорида) — американский виртуоз-балалаечник и педагог.

## Биография
Родился и первую половину жизни прожил в Нарве. Уже во время учёбы в гимназии увлёкся игрой на балалайке, участвуя сначала в школьных концертах, а потом и на более высоком уровне и став виртуозом-балалаечником. Бежал из Эстонии в конце Второй Мировой войны перед приходом советских войск. Эмигрировал в 1948 году в США. Поселился в Монтерее, где преподавал русский язык в военной школе. В 1950-е годы были выпущены долгоиграющие пластинки с балалаечными аранжировками Таракуса. Во время визита в Монтерей супруги президента Эйзенхауэра Таракус передал ей экземпляры этих пластинок в дар президенту.

В дальнейшем переехал в Джорданвилл (штат Нью-Йорк), став преподавателем местной духовной семинарии. Из воспоминаний архиепископа Илариона: 
Преподавателем русского языка в то время был Михаил Андреевич Такарус-Таракузио. Его отец был эстонец, а мать - русская. В свободное время он дома любил играть на балалайке и даже стал виртуозом.
После выхода на пенсию Таракус переехал во Флориду, полностью отдав своё время занятиям музыкой. В последние годы жизни готовил к выпуску ещё одну пластинку, для которой сделал аранжировки произведений композиторов-классиков. Умер во Флориде в 1982 году. Похоронен на территории Свято-Троицкого монастыря в Джорданвилле.

### Родственники
Список родственников приводится по журналу «Летопись Русского зарубежья»
- супруга — Ольга Константиновна Таракус (08.09.1907 — 11.09.2001, Сан-Франциско, Калифорния (недоступная ссылка))
- Warvara (Barbara) TARAKUS (11.04.1872 — 08.11.1953)
- Евгения Андреевна Таракус (13.12.1899 — 26.12.1975)
- Тимофей Андреевич Таракус-Таракузио (11.01.1897 — 04.03.1958)